# Circonvallation et contrevallation

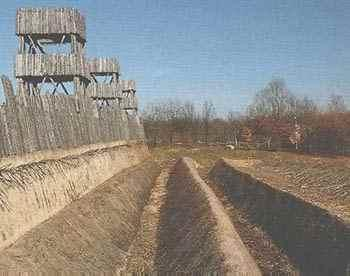
Lignes de circonvallation d'Alésia reconstituées.

La circonvallation et la contrevallation sont des réseaux de fortifications mis en place dans le cadre d'un siège. 

## Contrevallation
La contrevallation (du latin contra, « près de », et vallum, « palissade »)  est un réseau de fortifications établi par les assiégeants autour de la cité ou du camp qu'ils assiègent et lui faisant face. Elle empêche les assiégés de quitter la place et d'aller chercher du ravitaillement ou des secours à l'extérieur, dans le but de les assoiffer ou de les affamer et d'obtenir leur reddition.

## Circonvallation
La circonvallation (du latin circum, « autour »; et vallum, « palissade ») est une ligne de défense continue établie par les assiégeants, dans la direction opposée à la cité ou au camp qu'ils assiègent. Elle est destinée à les protéger contre une armée venant au secours des assiégés et/ou à empêcher ces derniers de recevoir du ravitaillement depuis l'extérieur.
Les ouvrages réalisés par Jules César lors du siège d'Alésia ou par Vauban pour le siège de Maastricht en sont une bonne illustration.

## Exemples
- Siège d'Alésia en 52 av. J.-C.
- Siège de Massada (72-73)
- Siège de Calais (1346)
- Siège de La Rochelle (1627-1628)
- Siège de Corbie (1636)
- Siège de Maastricht (1673)
- Siège de Cambrai (1677)
- Siège de Lille (1667)
- Siège de Lille (1708)